# Kurt Knipfer
Kurt Knipfer (* 7. Juni 1892 in Altenburg; † 16. Juli 1969 in Bonn) war ein deutscher Ministerialbeamter. Er war Ministerialdirektor im Reichsluftfahrtministerium sowie im Oberkommando der Luftwaffe zur Zeit des Nationalsozialismus. Nach dem Zweiten Weltkrieg war er ab 1951 ebenfalls als Ministerialdirektor der Leiter der Luftfahrtabteilung des Bundesverkehrsministeriums.

## Leben

### Kriegsdienst
Knipfer trat im März 1911 als Fahnenjunker in das Infanterie-Regiment Nr. 32 des Reichsheers ein. Nach zwei Jahren wechselte er als Leutnant zu den Fliegertruppen. Dort nahm er bis September 1919 als Kampfflieger und in Kommandostellen der Luftstreitkräfte in verschiedenen Fliegerabteilungen am Ersten Weltkrieg an der West- und Ostfront teil. Unter anderem war er Hauptmann und Inspekteur der Fliegertruppe Berlin. Dazwischen heiratete er am 17. Juli 1916 Christiana Gessner in Altenburg.

### Ministeriallaufbahn
Nach dem Kriegsdienst wurde er im Oktober 1919 zunächst im Amt eines Hauptmanns der Polizei und ab dem 1. Juli 1923 im Amt eines Regierungsrates Referent für technische Angelegenheiten der Polizei im Preußischen Innenministerium. Im März 1925 wechselte er als Luftfahrt-Referent in das Preußische Ministerium für Handel und Gewerbe (ab 1932 Wirtschaft und Arbeit), wo am 1. Oktober 1926 eine Ernennung zum Oberregierungsrat und am 1. November 1927 eine Ernennung zum Ministerialrat erfolgten. Am 31. Mai 1929 wurde er an der Technischen Hochschule in Breslau ehrenhalber zum Dr.-Ing. promoviert.
Im März 1933 wechselte er in das Reichsluftfahrtministerium und wurde mit dem Aufbau und der Leitung der Abteilung ZL 1 (Ziviler Luftschutz) in der Inspektion Flak LS des Reichsluftfahrtministeriums beauftragt. Er trat zum 1. Mai 1933 in die NSDAP ein (Mitgliedsnummer 2.826.456) und war ab November 1936 der Chef des zivilen Luftschutzwesens im Reichsluftfahrtministerium, sodass er am 28. September 1937 zum Ministerialdirigenten aufstieg. Anschließend wurde er im Februar 1939 der Inspekteur der Inspektion L In 13 (Ziviler Luftschutz) im Reichsluftfahrtministerium, hier erfolgte am 1. Januar 1941 seine Ernennung zum Ministerialdirektor. Er war zur Zeit des Nationalsozialismus maßgeblich am Aufbau des zivilen Luftschutzes beteiligt und fungierte als Hermann Görings (NSDAP) Luftschutzbeauftragter. Unter anderem war er von Januar 1926 bis März 1945 Mitglied des Aufsichtsrates der Deutschen Lufthansa AG, von Juli 1933 bis März 1945 Vorsitzender des Verwaltungsrates der Hansa Luftbild GmbH Berlin und ab 1933 Aufsichtsratsmitglied verschiedener weiterer Flughäfen-Gesellschaften.
Ab November 1944 stand er im Oberkommando der Luftwaffe sowie ab März 1945 im Luftgaukommando III Berlin zur Verfügung.

### Nachkriegszeit
Nach dem Zweiten Weltkrieg war er in Kriegsgefangenschaft und wurde von der Interniertenspruchkammer als „entlastet“ eingestuft. Im Spruchkammerverfahren in Baden wurde er am 8. April 1949 als „Mitläufer“ eingestuft. Da Knipfer nach Stuttgart zog, musste die Spruchkammer Nord-Württemberg den Spruch anerkennen – was sie am 30. August 1949 auch tat.
Er war von 1945 bis 1952 der Geschäftsführer der Arbeitsgemeinschaft Deutscher Verkehrsflughäfen Stuttgart e. V. nahm er – wie viele andere Akteure im Nationalsozialismus – 1951 seine Tätigkeit im Staatsdienst wieder auf und war unter Bundesminister Hans-Christoph Seebohm (DP, später CDU) bis 1957 als Ministerialdirektor der erste Leiter der Luftfahrtabteilung im Bundesministerium für Verkehr. Auch nach dem Krieg wurde er wieder Aufsichtsratsmitglied der Lufthansa. Nachfolger als Abteilungsleiter wurde Ministerialdirektor Heinz Kallus, welcher unter anderem im Reichsministerium für Volksaufklärung und Propaganda tätig war. Knipfers Wohnhaft war von Juni 1952 bis Juli 1969 in Bonn.

## Auszeichnungen
- Großes Bundesverdienstkreuz mit Stern

## Veröffentlichungen
- mit Werner Burkhardt: Luftschutz in Bildern. Eine gemeinverständliche Darstellung des gesamten Luftschutzes für jeden Volksgenossen. Landsmann-Verlag, Berlin-Schöneberg 1935.
- mit Erich Hampe: Der zivile Luftschutz. Ein Sammelwerk über alle Fragen des Luftschutzes. Stolberg, Berlin 1934. (2. neu bearbeitete Auflage 1937)